# Coddington (Herefordshire)
Coddington is een civil parish in het Engelse graafschap Herefordshire. In 2001 telde het civil parish 108 inwoners. Coddington komt in het Domesday Book (1086) voor als 'Cotingtune'.